# Høsterkøb
Høsterkøb er en landsby i Nordsjælland med 321 indbyggere  (2024). Høsterkøb er beliggende i Birkerød Sogn fem kilometer sydvest for Hørsholm, fem kilometer øst for Birkerød og 25 kilometer nord for Københavns centrum. Byen tilhører Rudersdal Kommune og er beliggende i Region Hovedstaden. Høsterkøb Kirke ligger i byen.
Ved Den Sorte Død i 1710–1711 døde 100 mennesker, halvdelen af Høsterkøbs beboere.

## Historie
I 1682 bestod Høsterkøb landsby af 6 gårde, 11 huse med jord og 12 huse uden jord. Det samlede dyrkede areal udgjorde 223,4 tønder land skyldsat til 41,65 tønder hartkorn. Dyrkningsformen var trevangsbrug.

## Galleri
- Høsterkøb Skole